# Šanghajský přístav
Šanghajský přístav (čínsky v českém přepisu Šang-chaj kang, pchin-jinem Shànghǎi Gǎng, znaky 上海港) je přístav v Šanghaji v Číně. Od roku 2010 je z hlediska objemu přepravy největším kontejnerovým přístavem na světě (k roku 2017 před singapurským přístavem a šenčenským přístavem). Skládá se (podle počítání) až z deseti menších přístavů, mj.:
- jangšanský přístav sloužící mořské dopravě ležící jižně od Šanghaje v zátoce Chang-čou a s Šanghají spojený mostem Tung-chaj Ta-čchiao
- pět mořských přístavů v obvodě Pchu-tung
- říční přístavy na řekách Jang-c’-ťiang, Čchien-tchang a Chuang-pchu-ťiang